# Чонхи-ванху
Чонхи́-ванху́ (хангыль: 정희왕후, ханча: 貞熹王后; 8 декабря 1418 — 6 мая 1483) — королева-консорт корейского государства Чосон. Супруга принца Суяна, известного затем как ван Седжо. Чонхи — её посмертное имя, личное имя неизвестно. Происходила из клана Юн из Папхёна, поэтому её также называют девой Юн (до замужества) и госпожой Юн — по фамилии отца. Она была королевой Чосона с 1455 года до смерти своего мужа в 1468 году, после чего была удостоена титула Вдовствующей королевы Чжасон (자성왕대비) во время правления её сына вана Йеджона, и звания Великой вдовствующей королевы Чжасон (자성대왕대비) во время правления её внука — вана Сонджона.
Дама Юн была первой королевой-консортом Чосона, получившей титул Великой Вдовствующей королевы. Она также была регентом своего молодого внука в период с 1468 по 1476 год вместе со своей невесткой, Вдовствующей королевой Инсу, в качестве советника после внезапной смерти Йеджона в 1469 году.

## Жизнеописание

### Ранняя жизнь
Будущая королева Чонхи родилась 8 декабря 1418 года на восемнадцатом году правления короля Тхэджона и была девятым ребёнком среди 10 братьев и сестёр. Её отцом был Юн Бон, который позже стал главным государственным советником, а её матерью была госпожа Ли из клана Ли из Инчхона.
Через своего прапрадеда, Юн Ансока, королева Чонхи была потомком королевы Хуэй-би из клана Папхён Юн, которая была супругой правителя Корё Чхунхе. Королева Хуэй-би также была двоюродной сестрой, низложенной королевы Вонгён, поскольку её мать, госпожа Мин из клана Ёхын Мин (여흥 민씨), была младшей сестрой деда королевы. Через своих братьев королева Чонхви стала двоюродной сестрой трижды низложенной королевы Чонхён, тётей в 3 колене королевы Чангён и Юн Има и тётей в 4 колене королевы Мунджон и Юн Вонхёна.
Через своего деда по материнской линии королева Чонхви также была племянницей в 3 колене королевской наложницы Гын-би из клана Косон Ли, которая была наложницей правителя Корё У.

### Брак
Она была выдана замуж за великого принца Суяна в возрасте десяти лет в 1428 году, на тринадцатый день двенадцатого лунного месяца на десятом году правления короля Седжона. Ей были присвоены титулы Великой принцессы-консорта Самхангук (삼한국대부인, 三韓國大夫人), а потом Великой внутренней принцессы-консорта Накранг (낙랑부대부인, 樂浪府大夫人).
Госпожа Юн стала королевой после восшествия на престол её мужа в 1455 году, когда он совершил переворот, сместив своего племянника Танджона.

### Регентство
В 1469 году король Йеджон внезапно умер в возрасте 20 лет, и его трон наследовал его младший племянник и внук королевы Чонхи, принц Джальсан, который был третьим в линии престолонаследия, а не его собственный сын, великий принц Джан. Официально было объявлено, что великий принц Джан слишком молод, чтобы править самостоятельно в 4 года, а его внук принц Вольсан был слишком болезненным. Но более вероятной причиной этого выбора был брак Джалсана с дочерью влиятельного Хан Мёнхо.
Поскольку Сонджону было всего 13 лет на момент его вступления на престол, королева Чонхи правила страной в качестве регента вместе со своей невесткой и матерью Сонджона, королевой Инсу (чей муж никогда не был королем, а был крон-принцем Уйгеном, старшим сыном Седжо).
Известно о том, что между Сонджоном и Чанхи-ванху существовали очень близкие, доверительные отношения, так как он остался без отца в возрасте двух месяцев и королева-бабушка воспитывала его. Властвуя безраздельно, она посылала ему огромное количество наложниц, которых иногда убивала, если они начинали нравиться внуку и тем самым набирать влияние при дворе. В результате, только официально, у Сонджона было 12 жен и наложниц. Все это королева делала с целью отвлечь его от учёбы и правления государством, оправдываясь перед народом, однако, тем, что хочет видеть побольше правнуков.
Впервые в истории Чосона две вдовствующие королевы Инсу и Чонхи, боролись за власть. Тогда же они свергли королеву Юн, поскольку она заимела влияние на вана, очень ревниво относилась ко всем его наложницам и однажды даже пыталась отравить одну из них, а затем расцарапала Сонджону лицо, что не осталось незамеченным его властной бабушкой, давно искавшей поводы низвергнуть слишком влиятельную невестку.
Во время её регентства простым фермерам[уточнить] было предоставлено право возделывать поля, которые изначально принадлежали военным[уточнить]. В 1474 году свод законов, впервые изданный по приказу короля Седжо, был завершен и введён в действие.

### Более поздняя жизнь
Регентство королевы Чонхи закончилось в 1476 году. Она умерла 6 мая 1483 года, на четырнадцатом году правления короля Сонджона.

## Семья
- Отец — Юн Бон, герцог[3] Чонджон, внутренний принц Папён (증 영의정 파평부원군 정정공 윤번, 判中樞 贈 領議政 坡平府院君 貞靖公 尹璠) (14384 -) (14384 -)
  - а) Дедушка — Юн Сынни (윤승례, 尹承禮) (? — 13 октября 1397 г.)
    - б) Прадед − Юн Чок (윤척, 尹陟) (? — 1384)
      - в) Прапрадедушка — Юн Ансук (윤안숙, 尹安淑)[4][5]
        - г) Прапрапрадедушка − Юн Бо (윤보, 尹珤) (? — 1329)
        - г) Прапрапрабабушка — дама Пак (박씨, 朴氏); дочь Пак Бо (박보, 朴保)

    - б) Прабабушка — госпожа Ли из клана Чонуй Ли (전의이씨)

  - а) Бабушка — дама Квон из клана Андон Квон (안동 권씨, 安東 權氏); Вторая жена Юн Сыннэ
  - а) Сводная бабушка — принцесса Кёнган из клана Чаннён Сон (경안택주 창녕 성씨, 慶安宅主 昌寧 成氏)[6]
- Мать — Великая внутренняя принцесса-консорт Хыннён из клана Инчхон Ли (흥녕부대부인 인천 이씨, 興寧府大夫人 仁川 李氏) (1383—1456)[7]
  - Дед — Ли Мунхва, герцог Кондо (1358—1414) (공도공 이문화, 恭度公 李文和)[8]
  - Бабушка — госпожа Чхве из клана Чхунджу Чхве (충주 최씨, 忠州 崔氏)

### Братья и сёстры
6 старших сестёр, 2 старших брата, 1 младший брат
- Старшая сестра — госпожа Юн из клана Папхён Юн (파평 윤씨, 坡平 尹氏)
  - Шурин — Хон Вонён, герцог Джанган, принц Ганнён (강녕군 장간공 홍원용, 江寧君 章簡公 洪元用) из клана Намьян Хун (1401? — 1466)[9][10]
- Старший брат — Юн Сабун, герцог Иджон, принц Пасон (파성군 이정공 윤사분, 坡城君 夷靖公 尹士昐) (1401—1471)
  - Невестка — госпожа Чан из клана Токсу Чан (정경부인 덕수 장씨, 貞敬夫人 德水 張氏)
    - Племянник — Юн Хым, Док Гонган (호조판서 공간공 윤흠, 尹欽)
- Старшая сестра — госпожа Юн из клана Папхён Юн (정경부인 파평 윤씨, 貞敬夫人 坡平 尹氏)
  - Зять — Сон Бон-джо, правый статский советник (Уиджон), герцог Янджон, внутренний принц Чансон (우의정 창성부원군 양정공 성봉조, 右議政 昌成府院君 襄靖公 成奉祖) из клана Чаннён Сон (1401—1474)[11]
    - Племянник — Сон Юль (성율, 成慄)
- Старший брат — Юн Саюн, герцог Сонган, принц Ёнпхён (공조판서 영평군 성안공 윤사윤, 工曹判書 鈴平君 成公安 尹士昀) (1409 — 7 декабря 1461)[12].
  - Невестка — госпожа Чхве из клана Сувон Чхве (부산현부인 수원 최씨, 釜山縣夫人 水原 崔氏)
    - Племянник — Юн Бо (윤보, 尹甫)[13]
      - Внучатый племянник — Юн Ёпиль (윤여필, 尹汝弼) (1466—1555)[14]
      - Внучатый племянник — Юн Ёхэ (윤여해, 尹汝諧)
- Старшая сестра — госпожа Юн из клана Папхён Юн (정경부인 파평 윤씨, 貞敬夫人 坡平 尹氏)
  - Шурин — Ли Ёнсун (공조참판 이연손, 工曹參判 李延孫) (? — 1463)
- Старшая сестра — госпожа Юн из клана Папхён Юн (파평 윤씨, 坡平 尹氏)
  - Шурин — Ли Ёмуй, герцог Хорё (지중추부사 호려공 이염의, 知中樞府事 胡戾公 李念義) (1409? — 1492)
- Старшая сестра — госпожа Юн из клана Папхён Юн (파평 윤씨, 坡平 尹氏)
  - Шурин — О Докги (오덕기, 吳慶基)
- Старшая сестра — принцесса-консорт Ансон из клана Папхён Юн
  - Шурин — Хан Геми, герцог Муньян, внутренний принц Совон (서원부원군 문양공 한계미, 西原府院君 文襄公 韓繼美) (1421—1471)[15]
- Младший брат — Юн Сахын, герцог Янпхён, внутренний принц Пачхон (영돈녕 파천부원군 양평공 윤사흔, 領敦寧 坡川府院君 襄平公 尹士昕) (1422—1485)[16].
  - Невестка — госпожа Ким из клана Герим Ким (계림 김씨, 鷄林 金氏)
    - Племянник — Юн Сок Гём (윤숙겸, 尹 叔 謙)
    - Племянник — Юн Ге Гём (윤계겸, 尹 繼 謙) (1442—1483)[17]
      - Внучатый племянник — Юн Ок (윤욱, 尹頊) (1459—1485)[18]
      - Внучатый племянник — Юн Рим (윤림, 尹琳)

    - Племянник — Юн Юуи (윤유의, 尹由義)
    - Племянник — Юн Юри (윤유례, 尹由禮)
    - Племянник — Юн Юдзи (윤유지, 尹由智)

### Муж
- ван Чосона Седжо (2 ноября 1417 — 23 сентября 1468)
  - Свекровь — королева Сохён из клана Чхонсон Сим (12 октября 1395 — 19 апреля 1446) (소헌왕후 심씨)
  - Тесть — король Седжон (15 мая 1397 — 8 апреля 1450) (세종)

### Дети
- Сын — Ли Чан, наследный принц Ыйгён (3 октября 1438 г. — 20 сентября 1457 г.)
  - Невестка — королева Сохе из клана Чхонджу Хан (7 октября 1437 г. — 11 мая 1504 г.)
    - Внук — Ли Чжон, великий принц Вольсан (5 января 1455 — 22 января 1489)
      - Жена внука — Великая внутренняя принцесса-консорт Сынпхён из клана Сунчхон Пак (1455 — 20 июля 1506)[19]

    - Внучка — принцесса Мёнсук (1456—1482)
      - Муж внучки — Хон Сан (1457—1513)

    - Внук — Ли Хёль, ван Сонджон (19 августа 1457 — 19 января 1495)
      - Жена внука — королева Конхе из клана Чхонджу Хан (8 ноября 1456 г. — 30 апреля 1474 г.)[20]
      - Жена внука — королева Джехон из клана Хаман Юн (15 июля 1455 — 29 августа 1482)
      - Жена внука — королева Чонхён из клана Папхён Юн (21 июля 1462 — 13 сентября 1530)
- Дочь — Ли Сесон, принцесса Уйсук (1441—1477)
  - Зять — Чон Хёнчжо (1440 — 13 июля 1504) из клана Хадон Чон.[21]
- Сын — Ли Хван, король Йеджон (14 января 1450 — 31 декабря 1469)
  - Невестка — королева Чансун из клана Чхонджу Хан (22 февраля 1445 г. — 5 января 1462 г.)[22],
  - Невестка — королева Ансун из клана Чхонджу Хан (12 марта 1445 г. — 3 февраля 1499 г.)
- Дочь — Ли Сехви, принцесса Уйрён или принцесса Уйхва[23].
  - Зять — Ким Чадон[24]

## В искусстве
Роль королевы Чонхи сыграли корейские актрисы:
- Чон Хесон в телесериале MBC 1984—1985 годов «Дерево сливы среди снегов» (설중매 /雪中梅)[25]
- Чхве Ран в сериале KBS 1990 года «Бишунмо — летящий воин» (파천무)[уточнить].
- Хон Семи в сериале KBS 1994 года «Хан Мёнхве».
- Хан Хесук в сериале KBS 1998—2000 годов «Король и королева».
- Ян Мигён в сериале SBS 2007—2008 годов «Король и я».
- Ким Сора в сериале KBS 2011 года «Возлюбленный принцессы».
- Ким Мисук в сериале JTBC 2011—2012 годов «Инсу, королева-мать» .